# Francisco Romero Marín
Francisco Romero Marín (Nerva, 23 de marzo de 1915 – Madrid, 16 de marzo de 1998) fue un político y militar español, de ideología comunista. Durante la Guerra civil fue oficial del Ejército republicano, llegando a mandar varias unidades. Miembro del Partido Comunista de España (PCE), durante la dictadura de Franco fue un destacado dirigente antifranquista.

## Biografía
Nacido en el municipio onubense de Nerva en 1915, durante su juventud fue trabajador agrícola y minero en Riotinto. Miembro de la Unión General de Trabajadores (UGT), también militaría en el PSOE hasta 1935. Al año siguiente ingresó en el Partido Comunista de España (PCE).
Tras el estallido de la Guerra civil se unió a las fuerzas republicanas y marcharía a Madrid. A lo largo de la contienda fue ascendiendo en el escalafón militar y mandó diversas unidades militares, como la 68.ª Brigada Mixta. En el momento de la batalla de Cataluña mandaba la 30.ª División del Ejército Republicano. A comienzos de 1939 alcanzó el grado de Teniente coronel. Tras la caída de Cataluña, hubo de cruzar la frontera francesa junto al resto del Ejército republicano, aunque poco después regresaría a la zona central junto al general Hidalgo de Cisneros y otros mandos republicanos.
Al final de la contienda se exilió a la Argelia francesa, y posteriormente a la Unión Soviética. Al igual que otros antiguos oficiales republicanos, Romero Martín asistió a la Academia Militar Frunze donde recibió formación como oficial, alcanzando el rango de coronel en el Ejército soviético, y posteriormente sería profesor de la citada academia. Terminada la Guerra Mundial acude a Francia, donde dirige un Servicio de Información Especial, dependiente del Secretariado del PCE. Desde 1954 fue miembro del Comité Central. Considerado un miembro de la línea dura, algunos lo han señalado como un jefe militar del PCE.
Posteriormente se introdujo en la España franquista para la organización del PCE en la clandestinidad, donde su nombre de guerra era «El Tanque». Con ello, se convirtió en el máximo dirigente del PCE que operaba en el interior de España. Estuvo en España casi 15 años en la clandestinidad, todo un récord entre sus camaradas, burlando a la policía política de la dictadura hasta que fue detenido en abril de 1974. Tras 27 meses de prisión, en julio de 1976 quedó en libertad como resultado de una amnistía decretada por el gobierno Suárez. En las Elecciones generales de 1977 fue el número uno en la lista electoral del PCE por Huelva, pero no resultó elegido.
En el XII Congreso del PCE, celebrado en Madrid en febrero de 1988 fue nombrado miembro de honor del Comité Central.